# Liste der Biografien/Schneidh
Liste der Biografien |
Portal Biografien |
Personensuche
# |
A |
B |
C |
D |
E |
F |
G |
H |
I |
J |
K |
L |
M |
N |
O |
P |
Q |
R |
S |
T |
U |
V |
W |
X |
Y |
Z |
?
 
Sa |
Sb |
Sc |
Sd |
Se |
Sf |
Sg |
Sh |
Si |
Sj |
Sk |
Sl |
Sm |
Sn |
So |
Sp |
Sq |
Sr |
Ss |
St |
Su |
Sv |
Sw |
Sy |
Sz
 
Sca–Sce |
Sch |
Sci–Scz
 
Scha |
Schc |
Schd |
Sche |
Schg |
Schi |
Schj |
Schk |
Schl |
Schm |
Schn |
Scho |
Schp |
Schr |
Schs |
Scht |
Schu |
Schv |
Schw |
Schy
 
Schna |
Schne |
Schni |
Schno |
Schnu |
Schny
 
Schneb |
Schnec |
Schned |
Schnee |
Schneg |
Schneh |
Schnei |
Schnek |
Schnel |
Schnep |
Schner |
Schnet |
Schneu |
Schnew |
Schney |
Schnez
 
Schneib |
Schneic |
Schneid |
Schneie |
Schneik |
Schneis |
Schneit
 
Schneida |
Schneide |
Schneidh |
Schneidl |
Schneidm |
Schneidr |
Schneidt
Die Liste der Biografien führt alle Personen auf, die in der deutschsprachigen Wikipedia einen Artikel haben. Dieses ist eine Teilliste mit einem Eintrag einer Person, deren Namen mit den Buchstaben „Schneidh“ beginnt.

## Schneidh

### Schneidhu
- Schneidhuber, August (1887–1934), deutscher Politiker (NSDAP), MdR, SA-Führer und PolizeipräsidentAugust Schneidhuber (1887–1934)

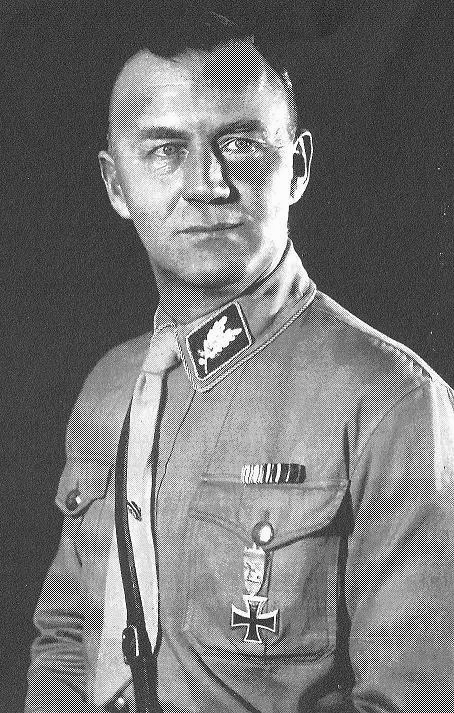
August Schneidhuber (1887–1934)